# Муратово (Одесская область)
Муратово (укр. Муратове) — село, относится к Великомихайловскому району Одесской области Украины.
Население по переписи 2001 года составляло 30 человек. Почтовый индекс — 67113. Телефонный код — 8-04859. Занимает площадь 0,39 км². Код КОАТУУ — 5121685403.

## Местный совет
67110, Одесская обл., Великомихайловский р-н, с. Стояново, ул. Молодёжная, 2